# Valentina Popova (tennis de table)
Pour les articles homonymes, voir Valentina Popova.
Valentina Popova (en russe : Валентина Ивановна Попова, Valentina Ivanovna Popova ; en slovaque : Valentina Popovová), née le 21 novembre 1960 à Sumqayıt en Azerbaïdjan, est une pongiste soviétique et slovaque.
Sous les couleurs de l'URSS, elle a remporté à deux reprises les championnats d'Europe de tennis de table en simple en 1980 et en 1984, ainsi qu'en double mixte associée au Français Jacques Secrétin.
Elle a par la suite joué pour la Slovaquie, où elle a remporté de nombreux titres en simple et en double.